# Зелена политика
Зелена политика или екополитика (такође позната и као еколошка политика и политичка екологија) је политичка идеологија која има за циљ да подстакне еколошки одрживо друштво укорењено у окружењу, ненасиљу, социјалној правди и базној и партиципативној демократији. Ова идеологија је почела да се обликује у западном свету 1970-их година и од тада су се странке које практикују зелену политику развиле и у многим земљама широм света и постигле одређени изборни успех.
Политички израз зелени кориштен је у почетку за Немачку зелену странку, која је основана крајем 1970-их година. Израз политичка екологија понекад се користи у академским круговима, али је почео представљати интердисциплинарно поље студија, јер академска дисциплина нуди широке студије интегришући еколошке друштвене науке са политичком економијом у темама као што су деградација и маргинализација, еколошки сукоби, очување и контролу и еколошке идентитете и друштвена кретања.
Присталице зелене политике деле многе идеје са конзерваторским, еколошким, феминистичким и мировним покретима. Поред демократије и еколошких питања, зелена политика се бави грађанским слободама, социјалном правдом, ненасиљем, понекад варијантама локализма и тежи да подржи социјални прогресивизам. Зелене партијске платформе углавном се сматрају левим у политичком спектру. Зелена идеологија има везе са разним другим екоцентричним политичким идеологијама, укључујући екофеминизам, еко-социјализам и зелени анархизам, али у којој мери се они могу сматрати облицима зелене политике, ствар је расправе. Како се развијала левичарска зелена политичка филозофија, такође су одвојено постојали неповезани и поларно супротни покрети на десници који укључују еколошке компоненте као што су екокапитализам и зелени конзервативизам.
Зелене странке се сматрају алтернативом класичним политичким идејама као што су социјализам, либерализам и конзервативизам, док присталице традиционалних политичких идеја имају обичај посматрати зелене као једну од њихових варијација. Зелене странке се, са друге стране, углавном смештају међу политичку левицу, раније обично радикалнију од оне која се везује уз социјалдемократске странке, док су данас више умерене и смештају се у леви центар.

## Историја

### Утицаји
Присталице зелене политике имају тенденцију да је сматрају делом вишег погледа на свет, а не само политичком идеологијом. Зелена политика свој етички став црпи из различитих извора, од вредности аутохтоних народа, до етике Махатме Гандија, Баруха Спинозе и Јакоба фон Икскила. Ови људи су утицали на зелену мисао у свом залагању за дугорочну седму генерацију предвиђања и на личну одговорност сваког појединца да доноси моралне одлуке.
Немир због штетних последица људског деловања на природу претходио је модерном концепту заштите животне средине. Друштвени коментатори у распону од старог Рима и Кине жалили су се на загађење ваздуха, воде и буке.
Филозофски корени заштите животне средине могу се пратити до просветитељских мислилаца као што је Русо у Француској, а касније аутор и природњак Торо у Америци. Организовани екологизам започео је крајем 19. века у Европи и Сједињеним Државама као реакција на индустријску револуцију са њеним нагласком на необузданој економској експанзији.
„Зелена политика“ је прво почела у виду покрета за конзервацују и очување, као што је Сијера клуб, основан у Сан Франциску 1892. године.
Лево-зелене платформе у облицима који данас чине зелене партије црпе терминологију из науке о екологији, а политике из еколошког покрета, дубинске екологије, феминизма, пацифизма, анархизма, либертаријанског социјализма, либертаријанског посибилизма, социјалдемократије, екосоцијализма, и/или социјалне екологије или зеленог либертаријанизма. Током 1970-их, како су ови покрети расли у утицају, зелена политика је настала као нова филозофија која је синтетизовала њихове циљеве. Политички покрет Зелене странке не треба мешати са неповезаном чињеницом да је у неким екстремно десним и фашистичким партијама национализам повремено био везан за неку врсту зелене политике која промовише заштиту животне средине као облик поноса на „домовину“ према мањини аутора.